# Giải Oscar cho biên tập âm thanh xuất sắc nhất
Giải Oscar cho biên tập âm thanh xuất sắc nhất là một trong các giải Oscar được trao hàng năm các cho phim có sự biên tập âm thanh hoặc thiết kế âm thanh tinh tế nhất hay thẩm mỹ nhất. Giải này thường được trao cho người biên tập giám sát âm thanh (Supervising Sound Editor) của phim  và có thể kèm theo người thiết kế âm thanh (Sound Designer).
Trong một số năm, giải này mang tên "Special Achievement Award," (giải thành tựu đặc biệt) chứ không là giải Oscar.  Theo điều lệ của Viện Hàn lâm Khoa học và Nghệ thuật Điện ảnh phải có một số phim tối thiểu nào đó được để cử cho một thể loại, thì thể loại đó mới được trao giải, và nếu số phim được đề cử không đủ thì thay vì giải Oscar, chỉ trao "Giải thành tựu đặc biệt".
Giải này bắt đầu được trao từ năm 1963 và đã thay đổi tên nhiều lần. Ban đầu là Giải Oscar cho Hiệu ứng Âm thanh tốt nhất (Best Sound effects) (từ 1963–1967, 1975), sau đó là Biên tập Hiệu ứng Âm thanh (Sound Effects Editing) (1977, 1981–1999), rồi Biên tập âm thanh (Sound Editing) (1979, 2000 tới nay).
Dưới đây là danh sách các phim và những người đoạt giải từng năm ở hàng đầu, tiếp theo là các phim và những người được đề cử trong cùng năm đó:

## Thập niên 1960
- 1963 It's a Mad, Mad, Mad, Mad World -- Walter G. Elliott
  - A Gathering of Eagles -- Robert L. Bratton
- 1964 Goldfinger -- Norman Wanstall
  - The Lively Set -- Robert L. Bratton
- 1965 The Great Race -- Tregoweth Brown
  - Von Ryan's Express -- Walter A. Rossi
- 1966 Grand Prix -- Gordon Daniel
  - Fantastic Voyage -- Walter Rossi
- 1967 The Dirty Dozen -- John Poyner
  - In the Heat of the Night -- James A. Richard
- 1968 không trao giải
- 1969 không trao giải

## Thập niên 1970
- 1970 không trao giải
- 1971 không trao giải
- 1972 không trao giải
- 1973 không trao giải
- 1974 không trao giải
- 1975 The Hindenburg – Peter Berkos (Giải thành tựu đặc biệt)
- 1976 không trao giải
- 1977 Close Encounters of the Third Kind – Frank E. Warner (Giải thành tựu đặc biệt)

Star Wars – Ben Burtt (Giải thành tựu đặc biệt "cho việc sáng tạo các giọng người xa lạ, sinh vật và người máy")
- 1978 không trao giải
- 1979 The Black Stallion – Alan Splet (Giải thành tựu đặc biệt)

## Thập niên 1980
- 1980 không trao giải
- 1981 Raiders of the Lost Ark -- Ben Burtt, Richard L. Anderson (Giải thành tựu đặc biệt)
- 1982 E.T. the Extra-Terrestrial -- Charles L. Campbell, Ben Burtt
  - Das Boot -- Mike Le-Mare
  - Poltergeist -- Stephen Hunter Flick, Richard L. Anderson
- 1983 The Right Stuff -- Jay Boekelheide
  - Return of the Jedi -- Ben Burtt
- 1984 The River -- Kay Rose (Giải thành tựu đặc biệt)
- 1985 Back to the Future -- Charles L. Campbell, Robert Rutledge
  - Ladyhawke -- Bob Henderson, Alan Murray
  - Rambo: First Blood Part II -- Frederick J. Brown
- 1986 Aliens -- Don Sharpe
  - Star Trek IV: The Voyage Home -- Mark Mangini
  - Top Gun -- Cecelia Hall, George Watters II
- 1987 RoboCop -- Stephen Flick, John Pospisil (Giải thành tựu đặc biệt)
  - Lethal Weapon --
- 1988 Who Framed Roger Rabbit -- Charles L. Campbell, Louis L. Edemann
  - Die Hard -- Stephen H. Flick, Richard Shorr
  - Willow -- Ben Burtt, Richard Hymns
- 1989 Indiana Jones and the Last Crusade -- Ben Burtt, Richard Hymns
  - Black Rain -- Milton C. Burrow, William L. Manger
  - Lethal Weapon 2 -- Robert Henderson, Alan Robert Murray

## Thập niên 1990
- 1990 The Hunt for Red October—Cecelia Hall, George Watters II
  - Flatliners -- Charles L. Campbell, Richard C. Franklin
  - Total Recall -- Stephen H. Flick
- 1991 Terminator 2: Judgment Day -- Gary Rydstrom, Gloria S. Borders
  - Backdraft—Gary Rydstrom, Richard Hymns
  - Star Trek VI: The Undiscovered Country -- George Watters II, F. Hudson Miller
- 1992 Bram Stoker's Dracula -- Tom C. McCarthy, David E. Stone
  - Aladdin -- Mark Mangini
  - Under Siege -- John Leveque, Bruce Stambler
- 1993 Jurassic Park -- Gary Rydstrom, Richard Hymns
  - Cliffhanger -- Wylie Stateman, Gregg Baxter
  - The Fugitive -- John Leveque, Bruce Stambler
- 1994 Speed -- Stephen Hunter Flick
  - Clear and Present Danger -- Bruce Stambler, John Leveque
  - Forrest Gump -- Gloria S. Borders, Randy Thom
- 1995 Braveheart -- Lon Bender, Per Hallberg
  - Batman Forever -- John Leveque, Bruce Stambler
  - Crimson Tide -- George Watters II
- 1996 The Ghost and the Darkness -- Bruce Stambler
  - Daylight -- Richard L. Anderson, David A. Whittaker
  - Eraser-- Alan Robert Murray, Bub Asman
- 1997 Titanic -- Tom Bellfort, Christopher Boyes
  - Face/Off -- Mark P. Stoeckinger, Per Hallberg
  - The Fifth Element -- Mark Mangini
- 1998 Saving Private Ryan -- Gary Rydstrom, Richard Hymns
  - Armageddon -- George Watters II
  - The Mask of Zorro -- David McMoyler
- 1999 The Matrix -- Dane A. Davis
  - Fight Club -- Ren Klyce, Richard Hymns
  - Star Wars Episode I: The Phantom Menace -- Ben Burtt, Tom Bellfort

## Thập niên 2000
- 2000: U-571 – Jon Johnson
  - Space Cowboys – Bub Asman & Alan Robert Murray
- 2001: Pearl Harbor – George Watters II, Christopher Boyes
  - Monsters, Inc. – Gary Rydstrom, Michael Silvers
- 2002: The Lord of the Rings: The Two Towers – Michael Hopkins & Ethan Van der Ryn
  - Minority Report – Richard Hymns & Gary Rydstrom
  - Road to Perdition – Scott A. Hecker
- 2003: Master and Commander: The Far Side of the World – Richard King
  - Finding Nemo – Gary Rydstrom & Michael Silvers
  - Pirates of the Caribbean: The Curse of the Black Pearl – Christopher Boyes & George Watters II
- 2004: The Incredibles – Michael Silvers & Randy Thom
  - The Polar Express – Dennis Leonard & Randy Thom
  - Spider-Man 2 – Paul N. J. Ottosson
- 2005: King Kong – Mike Hopkins & Ethan Van der Ryn
  - War of the Worlds – Richard King
  - Memoirs of a Geisha – Wylie Stateman
- 2006:[2] Letters from Iwo Jima – Bub Asman & Alan Robert Murray
  - Apocalypto – Kami Asgar & Sean Mccormack
  - Blood Diamond – Lon Bender
  - Flags of Our Fathers – Alan Robert Murray, Bub Asman
  - Pirates of the Caribbean: Dead Man's Chest – Christopher Boyes & George Watters II
- 2007: The Bourne Ultimatum – Karen Baker Landers & Per Hallberg
  - No Country for Old Men – Skip Lievsay
  - Ratatouille – Michael Silvers & Randy Thom
  - There Will Be Blood – Christopher Scarabosio & Matthew Wood
  - Transformers – Mike Hopkins & Ethan Van der Ryn
- 2008: The Dark Knight – Richard King
  - Iron Man – Frank Eulner & Christopher Boyes
  - Slumdog Millionaire – Tom Sayers
  - WALL-E – Ben Burtt & Matthew Wood
  - Wanted – Wylie Stateman
- 2009: TBD
  - Avatar – Christopher Boyes và Gwendolyn Yates Whittle
  - The Hurt Locker – Paul N.J. Ottosson
  - Inglourious Basterds – Wylie Stateman
  - Star Trek – Mark Stoeckinger and Alan Rankin
  - Up – Michael Silvers and Tom Myers